# Водяне (Гречаноподівська сільська громада)
Водяне́ — село в Україні, у Гречаноподівській сільській громаді Криворізького району Дніпропетровської області. Населення становить 610 осіб.

## Географія
Село Водяне розташоване на відстані 1,5 км від села Кряжове і за 2,5 км від сіл Пологи та Олександрівка. Навколо села багато іригаційних каналів. Поруч проходить автомобільна дорога Т 0411.

## Історія
3 лютого 2015 року у селі було завалено пам'ятник Леніну. Того ж року село Водяне вступило в об'єднання Гречаноподівська сільська рада, головою якої стала Усик Галина Олексіївна.

## Населення

### Мова
Розподіл населення за рідною мовою за даними перепису 2001 року:
| Мова       | Кількість | Відсоток |
| ---------- | --------- | -------- |
| українська | 589       | 96.56%   |
| російська  | 19        | 3.11%    |
| румунська  | 2         | 0.33%    |
| Усього     | 610       | 100%     |

## Об'єкти соціальної сфери
- Державна установа "Водянська виправна колонія (№146)
- Фельдшерсько-акушерський пункт.
- Пошта.
- Школа.
- Бібліотека.